# Carmen Arvale
Il Carmen Arvale è l'unico frammento sopravvissuto del canto liturgico tradizionale degli Arvali (Fratres Arvales), un antico collegio sacerdotale romano. Per questo motivo ci si riferisce ad esso anche con il nome di carmen fratrum Arvalium (letteralmente: carme dei fratelli Arvali). I sacerdoti Arvali si dedicavano al culto della Dea Dia (in tempi più recenti identificata con Cerere) e officiavano sacrifici in suo onore perché continuasse ad assicurare la fertilità dei campi coltivati (in latino arva).
Composto in versi di diversa lunghezza, il Carmen Arvale è stato ritrovato su un'iscrizione rinvenuta in territorio vaticano durante alcuni scavi nel 1778; l'iscrizione è datata 29 maggio 218, a testimonianza del fatto che, dopo la politica di restaurazione del mos maiorum voluta da Augusto, le originarie tradizioni romane furono a lungo mantenute in vita seppure il loro senso reale risultasse ormai incomprensibile. Il Carmen veniva intonato dai sacerdoti durante le processioni denominate Ambarvalia, con cui si propiziava la fertilità della terra. Il testo dell'iscrizione di cui disponiamo è quello della redazione voluta da Augusto tra la fine del I secolo a.C. e l'inizio del I secolo d.C., ma il Carmen fu probabilmente composto tra il VI e il V secolo a.C. I primi cinque versi venivano ripetuti a ritmo particolarmente lento per tre volte; il triumphe finale, che dava inizio alla danza denominata tripudium, veniva ripetuto cinque volte. Lo stile del testo è particolarmente solenne, ripetute sono le invocazioni alla divinità; il carattere sacro e orale del componimento è testimoniato dalla presenza di alcune figure retoriche, tra cui l'iterazione, l'allitterazione e l'omoteleuto. Nel canto si invoca l'aiuto di Marte e dei Lari, affinché non consentano che i campi inaridiscano, ma si adoperino perché rimangano fertili:
(CIL I, 2.)